# 다이앤 바시
다이앤 바시(Diane Varsi, 1938년 7월 2일 ~ 1992년 11월 19일)는 미국의 배우이다.

## 참여 작품
- 페이튼 플레이스
- 강박충동
- 자니 총을 얻다